# Hotta Shōzō

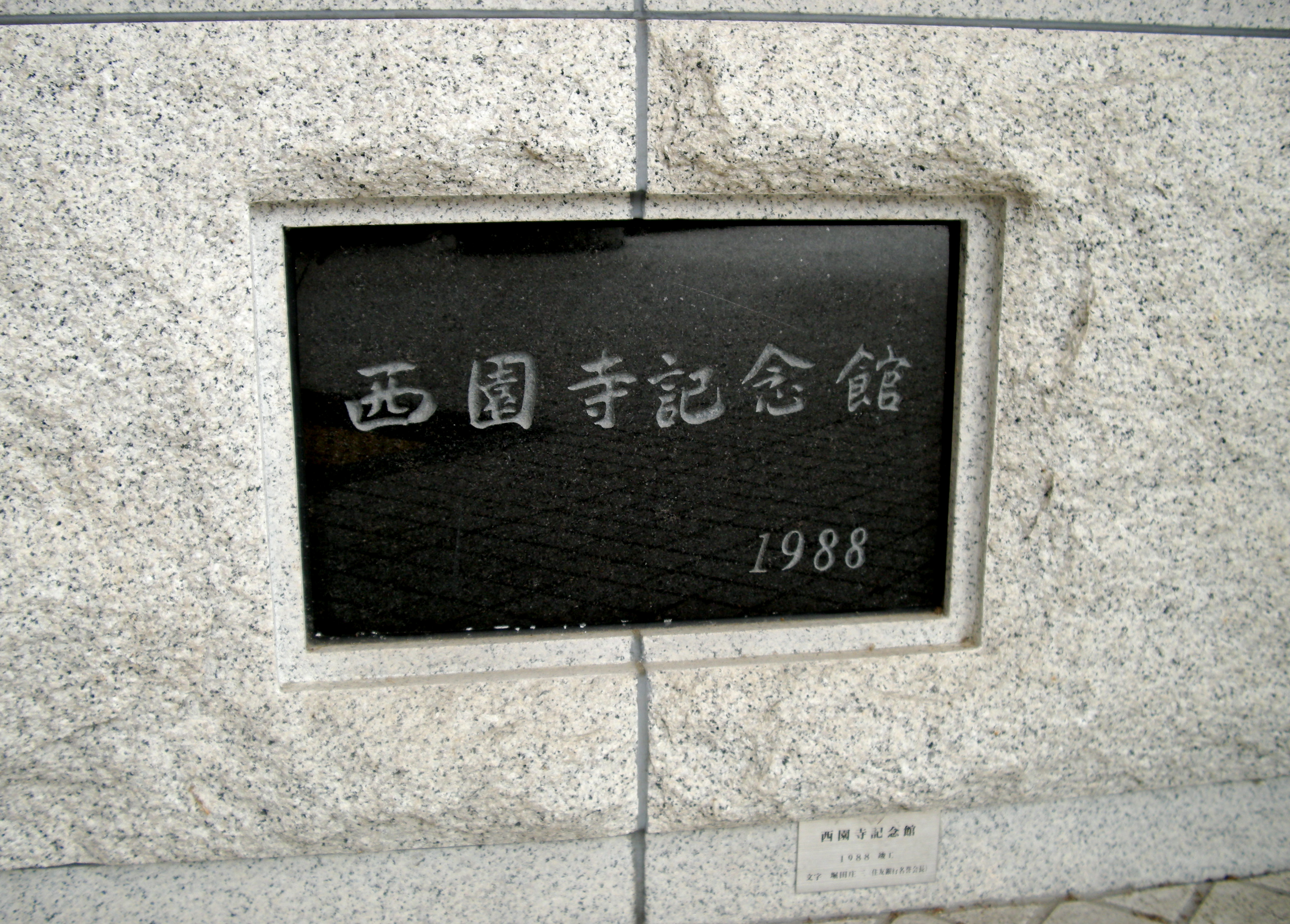
Grundstein für die Saionji Memorial Hall

Hotta Shōzō (japanisch 堀田 庄三; geboren 23. Januar 1899 in Nagoya (Präfektur Aichi); gestorben 18. Dezember 1990) war ein japanischer Bankmanager.

## Leben und Wirken
Hotta Shōzō wurde als zweiter Sohn von Ushida Shōta (牛田 正太) geboren und wurde dann von der Familie Hotta in Nagoya adoptiert. Er machte 1926 seinen Studienabschluss an der Universität Kyōto im Fach Wirtschaftswissenschaften. Anschließend nahm er eine Arbeit auf bei der Sumitomo-Bank. 1942 wurde er Geschäftsführer, später Direktor der Niederlassung in Tokio, dann der Bankzentrale.
Nach dem Zweiten Weltkrieg wurde Hotta 1951 stellvertretender Direktor, 1952 Direktor. 1971 wurde er Aufsichtsratsvorsitzender und 1977 Ehrenvorsitzender des Aufsichtsrats und schließlich Berater. 1984 zog er sich ins Privatleben zurück. Er leitet die Sumitomo-Gruppe viele Jahre mit „Hottarismus“, was Rationalisierung und Betonung der Praxis bedeutete. Ein Spitzname war „Sumigin no hōō“ (住銀の法皇) – „Papst der Sumitomo-Bank“. Weitere Führungspositionen betrafen „Sumitomo-ka hyōgiinkai“ (住友家評議員会委), „Sumitomo rōsōkai“ (住友老壮会) und „Japan Airlines“.
Während seiner Dienstzeit besuchte Hotta 1957 Europa und die Vereinigten Staaten als „reisender Botschafter“. 1959 wurde er Berater des Außenministeriums. 1963 leitete er eine Wirtschaftsmission in Europa.
Zu Hottas Auszeichnungen gehören „Preis der Stadt Osaka für Förderung der Wirtschaft“ (大阪府産業功労賞, Ōsaka-fu sangyō kōrōs-hō) und die staatliche Ehrenmedaille 1961, Orden de Isabel la Católica 1967, Orden des Heiligen Schatzes 1. Klasse 1969, päpstlicher Gregoriusorden 1974, „Order of Alfonso X, the Wise“, 1975, Orden der aufgehenden Sonne 1. Klasse 1980, Zivilverdienstorden (Spanien) 1985.